# Liste der Baudenkmale in Flöthe
In der Liste der Baudenkmale in Flöthe sind die Baudenkmale der niedersächsischen Gemeinde Flöthe und ihrer Ortsteile aufgelistet. Der Stand der Liste ist der 1. Januar 2022. Die Quelle der Baudenkmale ist der Denkmalatlas Niedersachsen.

## Allgemein
In den Spalten befinden sich folgende Informationen:
- Lage: die Adresse des Baudenkmales und die geographischen Koordinaten. Kartenansicht, um Koordinaten zu setzen. In der Kartenansicht sind Baudenkmale ohne Koordinaten mit einem roten Marker dargestellt und können in der Karte gesetzt werden. Baudenkmale ohne Bild sind mit einem blauen Marker gekennzeichnet, Baudenkmale mit Bild mit einem grünen Marker.
- Bezeichnung: Bezeichnung des Baudenkmales
- Beschreibung: die Beschreibung des Baudenkmales. Unter § 3 Abs. 2 NDSchG werden Einzeldenkmale und unter § 3 Abs. 3 NDSchG Gruppen baulicher Anlagen und deren Bestandteile ausgewiesen.
- ID: die Objekt-ID des Baudenkmales
- Bild: ein Bild des Baudenkmales, ggf. zusätzlich mit einem Link zu weiteren Fotos des Baudenkmals im Medienarchiv Wikimedia Commons. Wenn man auf das Kamerasymbol klickt, können Fotos zu Baudenkmalen aus dieser Liste hochgeladen werden:

## Groß Flöthe

### Gruppe: Kirchhof Groß Flöthe
Baudenkmal (Gruppe):

| Lage                                   | Bezeichnung          | Beschreibung                                | ID       | Bild           |
| -------------------------------------- | -------------------- | ------------------------------------------- | -------- | -------------- |
| Am Berge 3 52° 5′ 11″ N, 10° 28′ 16″ O | Kirchhof Groß Flöthe | Die Kirche wird das erste Mal 1147 erwähnt. | 33967037 | Weitere Bilder |

Baudenkmale (Einzeln):

| Lage                                   | Bezeichnung | Beschreibung | ID       | Bild |
| -------------------------------------- | ----------- | --- | -------- | ---- |
| Am Berge 3 52° 5′ 12″ N, 10° 28′ 17″ O | Kirche      | Die evangelische Kirche St. Lambertus Groß Flöthe ist ein romanischer Saalbau mit einem Westturm. Von 1858 bis 1859 wurde die Kirche im Osten erweitert. Möglicherweise ist das Mauerwerk im Fischgrätmuster noch aus dem 11. Jahrhundert. Das Turmportal stammt aus dem Jahr 1780. | 34090904 |      |
| Am Berge 3 52° 5′ 11″ N, 10° 28′ 17″ O | Kirchhof    | | 34090928 |      |

### Gruppe: Zweiflügelhofanlage Papengasse 2
Baudenkmal (Gruppe):

| Lage                                    | Bezeichnung                      | Beschreibung | ID       | Bild |
| --------------------------------------- | -------------------------------- | ------------ | -------- | ---- |
| Papengasse 2 52° 5′ 13″ N, 10° 28′ 6″ O | Zweiflügelhofanlage Papengasse 2 |              | 37041772 | BW   |

Baudenkmale (Einzeln):

| Lage                                    | Bezeichnung | Beschreibung | ID       | Bild |
| --------------------------------------- | ----------- | ------------ | -------- | ---- |
| Papengasse 2 52° 5′ 13″ N, 10° 28′ 6″ O | Wohnhaus    |              | 34091148 | BW   |
| Papengasse 2 52° 5′ 12″ N, 10° 28′ 7″ O | Scheune     |              | 37041830 | BW   |

### Gruppe: Oderwaldstraße 35, 37
Baudenkmal (Gruppe):

| Lage                                             | Bezeichnung           | Beschreibung | ID       | Bild |
| ------------------------------------------------ | --------------------- | ------------ | -------- | ---- |
| Oderwaldstraße 35, 37 52° 5′ 16″ N, 10° 28′ 2″ O | Oderwaldstraße 35, 37 |              | 33967054 | BW   |

Baudenkmale (Einzeln):

| Lage                                         | Bezeichnung    | Beschreibung             | ID       | Bild |
| -------------------------------------------- | -------------- | ------------------------ | -------- | ---- |
| Oderwaldstraße 35 52° 5′ 17″ N, 10° 28′ 3″ O | Wohnhaus       |                          | 34091095 | BW   |
| Oderwaldstraße 35 52° 5′ 16″ N, 10° 28′ 1″ O | Scheune        |                          | 34091525 | BW   |
| Oderwaldstraße 37 52° 5′ 17″ N, 10° 28′ 0″ O | Wohnhaus       |                          | 34091124 | BW   |
| Oderwaldstraße 35 52° 5′ 15″ N, 10° 28′ 2″ O | Stall          | ehem. Pferdestall/Remise | 34091550 | BW   |
| Oderwaldstraße 35 52° 5′ 14″ N, 10° 28′ 2″ O | Gartenhäuschen |                          | 34091598 | BW   |
| Oderwaldstraße 35 52° 5′ 15″ N, 10° 28′ 3″ O | Stall          | ehemaliger Kuhstall      | 34091574 | BW   |

### Einzelbaudenkmale
| Lage                                          | Bezeichnung | Beschreibung | ID       | Bild |
| --------------------------------------------- | ----------- | ------------ | -------- | ---- |
| Odenwaldstraße 12 52° 5′ 18″ N, 10° 28′ 6″ O  | Wohnhaus    |              | 34091024 | BW   |
| Odenwaldstraße 31 52° 5′ 13″ N, 10° 28′ 4″ O  | Wohnhaus    |              | 34091072 | BW   |
| Odenwaldstraße 19 52° 5′ 15″ N, 10° 28′ 11″ O | Wohnhaus    |              | 34091048 | BW   |
| Odenwaldstraße 2 52° 5′ 16″ N, 10° 28′ 17″ O  | Wohnhaus    |              | 34090976 | BW   |
| Odenwaldstraße 7 52° 5′ 13″ N, 10° 28′ 19″ O  | Wohnhaus    |              | 34091000 | BW   |
| Maistraße 4 52° 5′ 11″ N, 10° 28′ 10″ O       | Wohnhaus    |              | 34090952 | BW   |

## Klein Flöthe

### Gruppe: Kirchhof Klein Flöthe
Baudenkmal (Gruppe):

| Lage                                 | Bezeichnung           | Beschreibung | ID       | Bild           |
| ------------------------------------ | --------------------- | ------------ | -------- | -------------- |
| Kirchweg 52° 4′ 33″ N, 10° 29′ 13″ O | Kirchhof Klein Flöthe |              | 33967070 | Weitere Bilder |

Baudenkmale (Einzeln):

| Lage                                 | Bezeichnung | Beschreibung | ID       | Bild |
| ------------------------------------ | ----------- | --- | -------- | ---- |
| Kirchweg 52° 4′ 34″ N, 10° 29′ 14″ O | Kirche      | Die evangelische Kirche St. Katharina Klein Flöthe ist ein Saalbau aus dem Spätmittelalter. 1752 wurde der Westturm hinzugefügt, er hat eine gedrungene Schieferhaube. Im Inneren befindet sich ein spätgotischer Flügelaltar, erstellt wurde er zum Beginn des 16. Jahrhunderts. Im Schrein des Altars befindet sich eine Abbildung des Gekreuzigten, rechts und links davon, Katharina und Maria sowie Johannes und Anna selbdritt. Auf den Flügel sind die 12 Apostel abgebildet. An der Brüstung der Empore befinden sich sieben Bilder aus der zweiten Hälfte des 18. Jahrhunderts. | 34091268 |      |
| Kirchweg 52° 4′ 33″ N, 10° 29′ 14″ O | Kirchhof    | | 34091292 |      |

### Gruppe: Hofanlage Lindenstraße 3
Baudenkmal (Gruppe):

| Lage                                       | Bezeichnung              | Beschreibung | ID       | Bild |
| ------------------------------------------ | ------------------------ | ------------ | -------- | ---- |
| Lindenstraße 3 52° 4′ 30″ N, 10° 29′ 34″ O | Hofanlage Lindenstraße 3 |              | 33967020 | BW   |

Baudenkmale (Einzeln):

| Lage                                       | Bezeichnung        | Beschreibung | ID       | Bild |
| ------------------------------------------ | ------------------ | ------------ | -------- | ---- |
| Lindenstraße 3 52° 4′ 31″ N, 10° 29′ 34″ O | Wohnhaus           |              | 34091316 | BW   |
| Lindenstraße 5 52° 4′ 30″ N, 10° 29′ 32″ O | Wirtschaftsgebäude |              | 34091364 | BW   |
| Lindenstraße 3 52° 4′ 30″ N, 10° 29′ 36″ O | Wirtschaftsgebäude |              | 34091340 | BW   |

### Einzelbaudenkmale
| Lage                                         | Bezeichnung              | Beschreibung | ID       | Bild |
| -------------------------------------------- | ------------------------ | ------------ | -------- | ---- |
| Poststraße 5 52° 4′ 34″ N, 10° 29′ 17″ O     | Wohnhaus                 |              | 34091501 | BW   |
| Poststraße 3 52° 4′ 34″ N, 10° 29′ 21″ O     | Wohnhaus                 |              | 34091478 | BW   |
| Lindenstraße 10 52° 4′ 31″ N, 10° 29′ 18″ O  | Wohnhaus                 |              | 34091434 | BW   |
| Poststraße 2 52° 4′ 33″ N, 10° 29′ 20″ O     | Wohn-/Wirtschaftsgebäude |              | 34091454 | BW   |
| Lindenstraße 8 52° 4′ 30″ N, 10° 29′ 20″ O   | Scheune                  |              | 34091411 | BW   |
| Lindenstraße 6 52° 4′ 30″ N, 10° 29′ 24″ O   | Scheune                  |              | 34091388 | BW   |
| Bismarckstraße 1 52° 4′ 34″ N, 10° 29′ 24″ O | Wohnhaus                 |              | 34091172 | BW   |
| Im Winkel 5 52° 4′ 34″ N, 10° 29′ 26″ O      | Wohnhaus                 |              | 34091245 | BW   |
| Bismarckstraße 2 52° 4′ 31″ N, 10° 29′ 26″ O | Wohn-/Wirtschaftsgebäude |              | 34091196 | BW   |
| Im Winkel 1 52° 4′ 32″ N, 10° 29′ 28″ O      | Wohnhaus                 |              | 34091221 | BW   |